# Port lotniczy Minorka
Port lotniczy Minorka (hiszp.: Aeropuerto de Menorca, kod IATA: MAH, kod ICAO: LEMH) – lotnisko znajdujące się w miejscowości Maó na Minorce (Baleary). Lotnisko Minorka zalicza się do mniejszych lotnisk Hiszpanii, szczególnie ruchliwe w okresie letnim. Wszystkie loty pasażerskie obsługiwane są przez jeden terminal.

## Linie lotnicze i połączenia
| Linia lotnicza                | Kierunek |
| ----------------------------- | --- |
| Air Europa                    | 1. Palma de Mallorca Sezonowo: 1. Barcelona |
| Austrian Airlines             | Sezonowo: 1. Wiedeń |
| Binter Canarias               | Sezonowo: 1. Gran Canaria |
| British Airways               | Sezonowo: 1. Londyn-Gatwick |
| Brussels Airlines             | Sezonowo: 1. Bruksela |
| easyJet                       | Sezonowo: 1. / Bazylea 2. Belfast-International 3. Berlin 4. Bordeaux 5. Bristol 6. Genewa 7. Lizbona 8. Londyn-Gatwick 9. Londyn-Luton 10. Lyon 11. Manchester 12. Mediolan-Malpensa 13. Neapol 14. Paryż-Charles de Gaulle 15. Tuluza                                                                    |
| Edelweiss Air                 | Sezonowo: 1. Zurych |
| Eurowings                     | Sezonowo: 1. Düsseldorf 2. Kolonia/Bonn |
| Eurowings Discover            | Sezonowo: 1. Frankfurt |
| Iberia                        | 1. Madryt Sezonowo: 1. Alicante 2. Ibiza 3. León 4. Palma de Mallorca 5. Walencja 6. Saragossa |
| Iberojet                      | Sezonowe czartery: 1. Lizbona |
| ITA Airways                   | Sezonowo: 1. Mediolan-Linate 2. Rzym-Fiumicino |
| Jet2.com                      | Sezonowo: 1. Belfast-International 2. Birmingham 3. Bristol 4. East Midlands 5. Edynburg 6. Glasgow 7. Leeds/Bradford 8. Liverpool (od 5 maja 2024) 9. Londyn-Stansted 10. Manchester 11. Newcastle |
| Lübeck Air                    | Sezonowo: 1. Lubeka |
| Lufthansa                     | Sezonowo: 1. Frankfurt 2. Monachium |
| Luxair                        | Sezonowo: 1. Luksemburg |
| Neos                          | Sezonowo: 1. Mediolan-Bergamo 2. Bolonia 3. Mediolan-Malpensa 4. Wenecja 5. Werona |
| Ryanair                       | 1. Barcelona 2. Malaga Sezonowo: 1. Alicante 2. Mediolan-Bergamo 3. Bolonia 4. Bordeaux 5. Bruksela-Charleroi 6. Dublin 7. East Midlands 8. Londyn-Stansted 9. Madryt 10. Manchester 11. Marsylia 12. Neapol 13. Rzym-Fiumicino 14. Santiago de Compostela 15. Sewilla 16. Treviso 17. Tuluza 18. Walencja |
| Scandinavian Airlines System  | Sezonowe czartery: 1. Oslo-Gardermoen |
| Smartwings                    | Sezonowo: 1. Praga |
| Swiss International Air Lines | Sezonowo: 1. Genewa |
| TAP Portugal                  | Sezonowo: 1. Lizbona |
| Transavia.com                 | Sezonowo: 1. Amsterdam 2. Lyon 3. Nantes 4. Paryż-Orly |
| TUI Airways                   | Sezonowo: 1. Birmingham 2. Bournemouth 3. Bristol 4. Cardiff 5. East Midlands 6. Edynburg (do 9 września 2023) 7. Exeter 8. Glasgow 9. Londyn-Gatwick 10. Londyn-Stansted 11. Manchester 12. Newcastle 13. Norwich                                                                                         |
| TUI fly Belgium               | Sezonowo: 1. Bruksela |
| TUI fly Deutschland           | Sezonowo: 1. Düsseldorf 2. Frankfurt 3. Hanower 4. Monachium 5. Stuttgart |
| Uep Fly                       | 1. Ibiza 2. Palma de Mallorca |
| Volotea                       | Sezonowo: 1. La Coruña 2. Asturia 3. Bilbao 4. Lille 5. Lyon 6. Marsylia 7. Murcja 8. Nantes 9. San Sebastián 10. Santander 11. Saragossa |
| Vueling Airlines              | 1. Barcelona 2. Londyn-Gatwick 3. Paryż-Orly Sezonowo: 1. Bilbao 2. Madryt 3. Malaga 4. Sewilla 5. Walencja |